# 2K22 Tunguska
2K22 Tunguska (tiếng Nga: 2К22 "Тунгуска"; tiếng Anh: Tunguska) là một Phương tiện chiến đấu bọc thép thuộc loại vũ khí phòng không tự hành bằng bánh xích. Với hệ thống vũ khí gồm tên lửa và pháo phòng không, nó được thiết kế nhằm mục đích tiêu diệt máy bay chiến đấu bay thấp, trực thăng và tên lửa hành trình để bảo vệ đội hình bộ binh và xe tăng cả ban ngày và ban đêm trong mọi điều kiện thời tiết. Khối NATO đặt cho nó tên gọi là SA-19 "Grison" theo hệ thống ký hiệu vũ khí của họ.

## Lịch sử phát triển
Từ ngày 8 tháng 9-1970, hệ thống vũ khí này được phát triển tại Phòng thiết kế công cụ KBP ở thành phố Tula, Nga nhằm đáp ứng yêu cầu của Bộ Quốc phòng Xô Viết. Công việc phát triển nằm dưới sự điều hành của Tổng công trình sư A.G. Shipunov, được bắt đầu trên một hệ thống pháo phòng không 30 mm nhằm thay thế cho pháo phòng không tự hành 23 mm ZSU-23-4.
Dự án được gọi tên là "Tunguska" nhằm khắc phục những nhược điểm của ZSU-23-4 (không có cảnh báo sớm và phòng không tầm thấp) và có thể tiêu diệt được các loại máy bay cường kích mới đang phát triển chẳng hạn như A-10 Thunderbolt II và các loại máy bay cường kích mới được thiết kế lớp giáp có thể chống được đạn pháo 23 mm. Các nghiên cứu đã tiến hành chứng minh rằng pháo 30 mm chỉ cần số lượng đạn ít hơn từ 2 đến 3 lần là có thể tiêu diệt được mục tiêu so với pháo 23 mm của ZSU-23-4. Các thử nghiệm cũng chỉ ra khả năng có thể bắn hạ một chiếc MiG-17 đang bay với vận tốc 300 m/s, với cùng một lượng đạn, pháo 30 mm sẽ cho kết quả xác suất tiêu diệt mục tiêu cao hơn 1,5 lần so với pháo 23 mm. Tầm cao của đạn để tiêu diệt mục tiêu cũng tăng từ 2.000 lên đến 4.000 m và hiệu quả tăng lên khi tiêu diệt các mục tiêu bọc giáp mỏng hoạt động trên mặt đất cũng được thử nghiệm này xác định.
Những yêu cầu ban đầu đặt ra cho hệ thống này đã đạt được như hiệu quả về tầm bắn, độ cao và hiệu quả chiến đấu đều tăng gấp 2 lần so với ZSU-23-4. Ngoài ra, hệ thống có thời gian phản ứng dưới 10 s. Do đặc điểm giống nhau trong điều khiển hỏa lực của pháo và tên lửa, các kỹ sư đã quyết định Tunguska sẽ là một hệ thống phòng không kết hợp cả pháo và tên lửa. Bằng cách kết hợp đó, hệ thống Tunguska có hiệu quả hơn so với ZSU-23-4, có thể cùng lúc tiêu diệt các mục tiêu tầm cao bằng tên lửa và mục tiêu tầm thấp bằng pháo.
Ngoài nhà thầu chính là KBP còn có các thành viên khác thuộc tổ hợp công nghiệp quân sự của Liên Xô đã tham gia vào dự án. Khung gầm của hệ thống được phát triển tại nhà máy máy kéo Minsk, các thiết bị vô tuyến sản xuất tại Nhà máy cơ khí Ulyanovsk ở Ulyanovsk, hệ thống định vị và dẫn hướng sản xuất tại VNII "Signal" và hệ thống quang học sản xuất tại công ty cơ khí quang học Leningrad LOMO.
Tuy nhiên quá trình phát triển đã chậm lại vào khoảng thời gian 1975-1977 sau khi hệ thống tên lửa phòng không tự hành 9K33 Osa được giới thiệu. Hệ thống Osa dường như đã đáp ứng được cùng yêu cầu nhưng với hiệu suất bắn của tên lửa lớn hơn. Sau khi một số cuộc tranh luận lớn nổ ra, người ta nhận thấy một hệ thống dựa hoàn toàn vào tên lửa sẽ không thể có hiệu quả khi tiêu diệt các mục tiêu tầm thấp và bay chậm, có đường bay phức tạp như trực thăng tấn công ở cự ly gần mà không có cảnh báo như đã được chứng minh thành công trong chiến tranh Ả rập-Israel tháng 10 năm 1973. Khi so sánh thời gian phản ứng của hệ thống pháo trong khoảng 8-10 s với thời gian phản ứng của hệ thống dựa vào tên lửa xấp xỉ 30 s, người ta quyết định cho dự án phát triển được tiếp tục nối lại.
Thiết kế ban đầu được hoàn thành vào năm 1973, sản xuất thí điểm hoàn thành vào năm 1976 tại Nhà máy cơ khí Ulyanovsk. Thử nghiệm hệ thống và các quá trình thử nghiệm được tiến hành vào tháng 9-1980 đến tháng 12-1981 tại bãi thử nghiệm Donguzskom. Nó chính thức được chấp nhận trang bị cho quân đội vào 8 tháng 9-1982 và phiên bản đầu tiên được đặt tên là 2K22/2S6, phiên bản này có 4 tên lửa ở tư thế sẵn sàng khai hỏa (2 quả mỗi bên). Tunguska bắt đầu phục vụ hạn chế từ năm 1984 khi các hệ thống trang bị cấp tiểu đoàn đầu tiên được chuyển giao cho quân đội.
Sau một quá trình sản xuất giới hạn phiên bản đầu tiên 9K22, một phiên bản cải tiến có tên gọi 2K22M/2S6M đã được đưa vào phục vụ vào năm 1990. 2K22M có nhiều tính năng cải tiến như 8 tên lửa (4 quả mỗi bên) cũng như thay đổi các chương trình điều khiển hỏa lực, tên lửa và nâng cao độ tin cậy tổng thể của cả hệ thống.
Tunguska trải qua nhiều đợt cải tiến khi năm 2003, lực lượng vũ trang Nga chấp nhận hệ thống Tunguska-M1 hay 2K22M1 được đưa vào phục vụ. Phiên bản M1 sử dụng tên lửa 9M311-M1 mới với một số thay đổi cho phép 2K22M1 tiêu diệt các mục tiêu cỡ nhỏ như tên lửa hành trình bằng cách thay thế ngòi nổ cận đích với 8 chùm laser bằng ngòi nổ vô tuyến. Thêm các sửa đổi tạo khả năng phòng thủ tốt hơn trước biện pháp đối phó hồng ngoại (IR) bằng cách thêm hệ thống pháo sáng tự theo dõi tên lửa với một đèn báo bị chiếu tia hồng ngoại. Các cải tiến khác bao gồm tăng tầm bắn tên lửa lên tới 10 km, cải tiến thiết bị theo dõi quang học và độ chính xác, nâng cao khả năng phối hợp điều khiển hỏa lực giữa các bộ phận của một tiểu đoàn và trụ sở chỉ huy. Nhìn chung Tunguska-M1 có hiệu quả chiến đấu cao gấp 1,3-1,5 lần so với Tunguska-M.
Dòng Tunguska cho đến gần đây là một hệ thống vũ khí phòng không duy nhất và có sức cạnh tranh cao, mặc dù đến năm 2007, hệ thống tên lửa và pháo phòng không Pantsir đã được sản xuất tại KBP. Là hậu duệ của Tunguska, hệ thống Pantsir có hiệu suất mọi mặt lớn hơn so với Tunguska.

## Miêu tả
Hệ thống được gọi là 2K22 theo chỉ số GRAU,, dù tên gọi của quân đội là 9K22 cũng hợp lệ. Một đội hình hoàn chỉnh cấp tiểu đoàn bao gồm 6 xe chiến đấu 2S6 trang bị 8 tên lửa đất đối không 9M311 "Treugol'nik" (tam giác) và 2 pháo 2A38 30 mm cho mỗi xe. Ngoài ra còn kèm theo đến 3 xe tải hậu cần 2F77. 9K22 cũng kết hợp với một loạt các phương tiện hỗ trợ khác bao gồm xe bảo trì và sửa chữa 2F55-1, 1R10-1 và 2V110-1, xe kiểm tra 9V921 và xe sửa chữa MTO-AGZ. Những phương tiện trên cung cấp khả năng bảo trì cho một tiểu đoàn 9K22 trên chiến trường cũng như quá trình đại tu theo lịch trình.

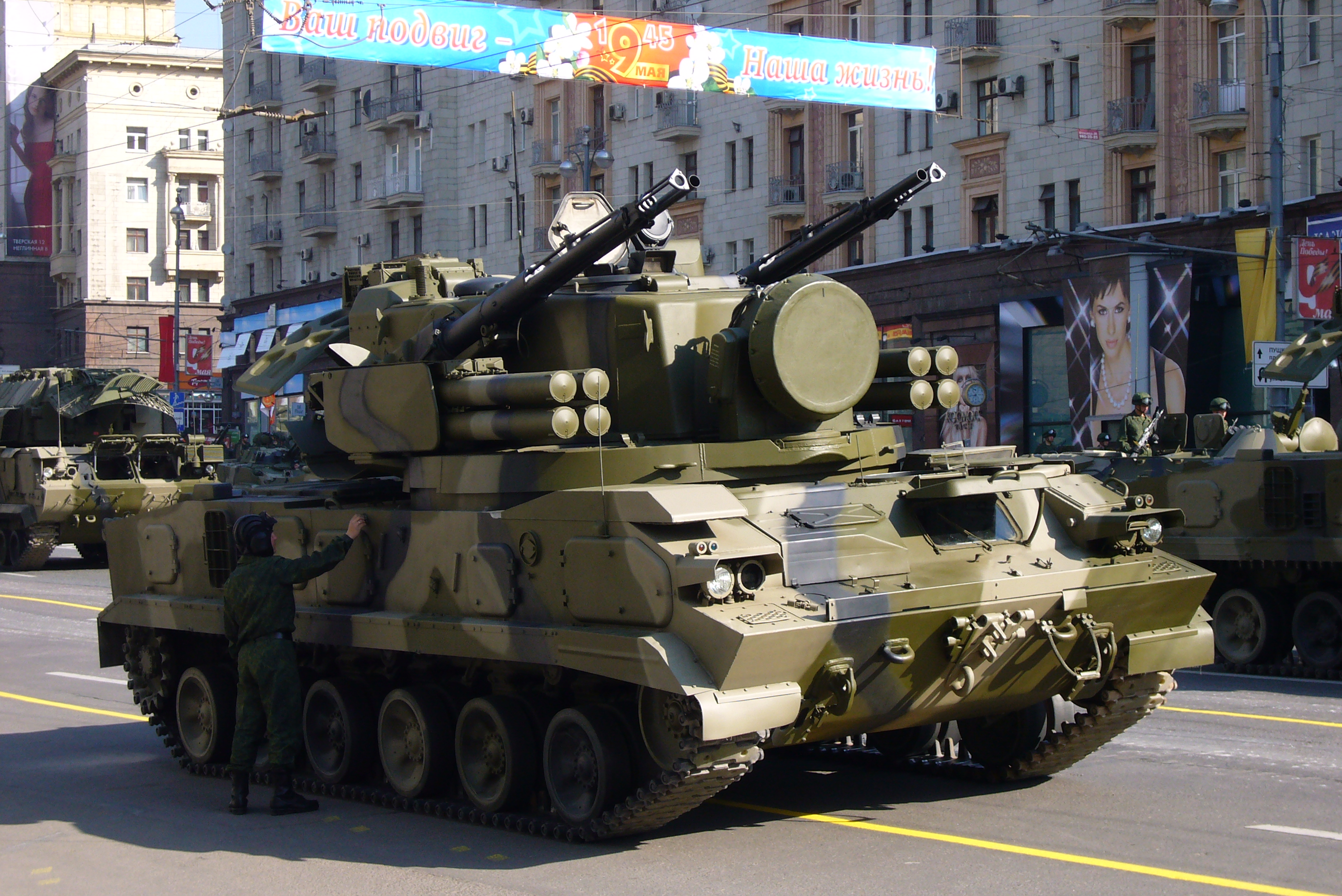
Tunguska tại Cuộc duyệt binh mừng chiến thắng Moskva 2008

Xe chiến đầu 2S6 sử dụng khung gầm GM-352 và sau đó là GM-352M phát triển và sản xuất tại Nhà máy máy kéo Minsk (MTZ), khung gầm xe có 6 bánh xích mỗi bên với hệ thống treo thủy khí ở mỗi bên, một bánh xích chủ động ở phía sau và 3 trục lăn hồi chuyển. Khung gầm xe có khả năng lội qua chỗ nước sâu 0,8 m, leo dốc lên tới 60% và dốc xuống 30%. GM-352 có thể băng qua một chướng ngại vật cao 1 mét và hào rộng 2 m. Nó cũng trang bị một hệ thống NBC vào trong khung gầm, một hệ thống cài số tự động và khả năng cảm biến khởi động trên phiên bản Tunguska-M1 mới nhất, được trang bị trên khung gầm GM-5975 mới do MMZ phát triển và sản xuất. Cơ cấu tổng thể của Tunguska được bố trí tương tự như ZSU-23-4 với một tháp trung tâm lớn (có tên gọi là 2A40) gồm vũ khí, cảm biến và chỗ cho 3 người: chỉ huy, xạ thủ và điều khiển radar. Lái xe ngồi ở phía trước bên trái thân xe, với một thiết bị phát điện hỗ trợ khởi động (APU) turbin khí ở bên phải lái xe và một động cơ ở phía sau thân xe.
Tunguska được trang bị một radar parabol bắt mục tiêu hoạt động ở dải sóng E, đặt ở phía sau tháp pháo. Khi kết hợp với radar theo dõi đơn xung dải sóng J đặt ở phía trước tháp pháo sẽ tạo nên hệ thống radar 1RL144 (NATO:Hot Shot). Radar sử dụng hệ thống cơ khí để quét và bắt mục tiêu trang bị cho Tunguska-M1 có thể đạt được góc nhìn lên tới 360 độ, tầm phát hiện mục tiêu khoảng 38 km và bắt được mục tiêu bay thấp tới 15 m, radar bắt mục tiêu có thể xếp gọn lại khi không hoạt động. Một hệ thống xác định bạn thù (IFF) hoạt động trong dải sóng C/D cũng được trang bị và có tên gọi là 1RL138. Hệ thống Tunguska có thể vừa bắn bằng pháo 30 mm vừa di chuyển. Khi bắn tên lửa, nó phải đứng yên vì tốc độ tối đa của mục tiêu có thể lên tới 500 m/s.
Một tiểu đoàn gồm 6 chiếc Tunguska có thể tự động nhận được thông tin điều khiển hỏa lực thông qua kênh vô tuyến. Điều này cho phép điều khiển các tổ chiến đấu riêng lẻ có thể tiêu diệt các mục tiêu khác nhau sau khi nhận lệnh từ Sở chỉ huy cấp trên hay Sở chỉ huy tiểu đoàn (PPRU). Thông tin về mục tiêu có thể nhận được từ hệ thống kiểm soát và cảnh báo sớm trên không (AWACS), từ radar cảnh báo sớm hay bằng chính thiết bị radar của PPRU.

## Biến thể

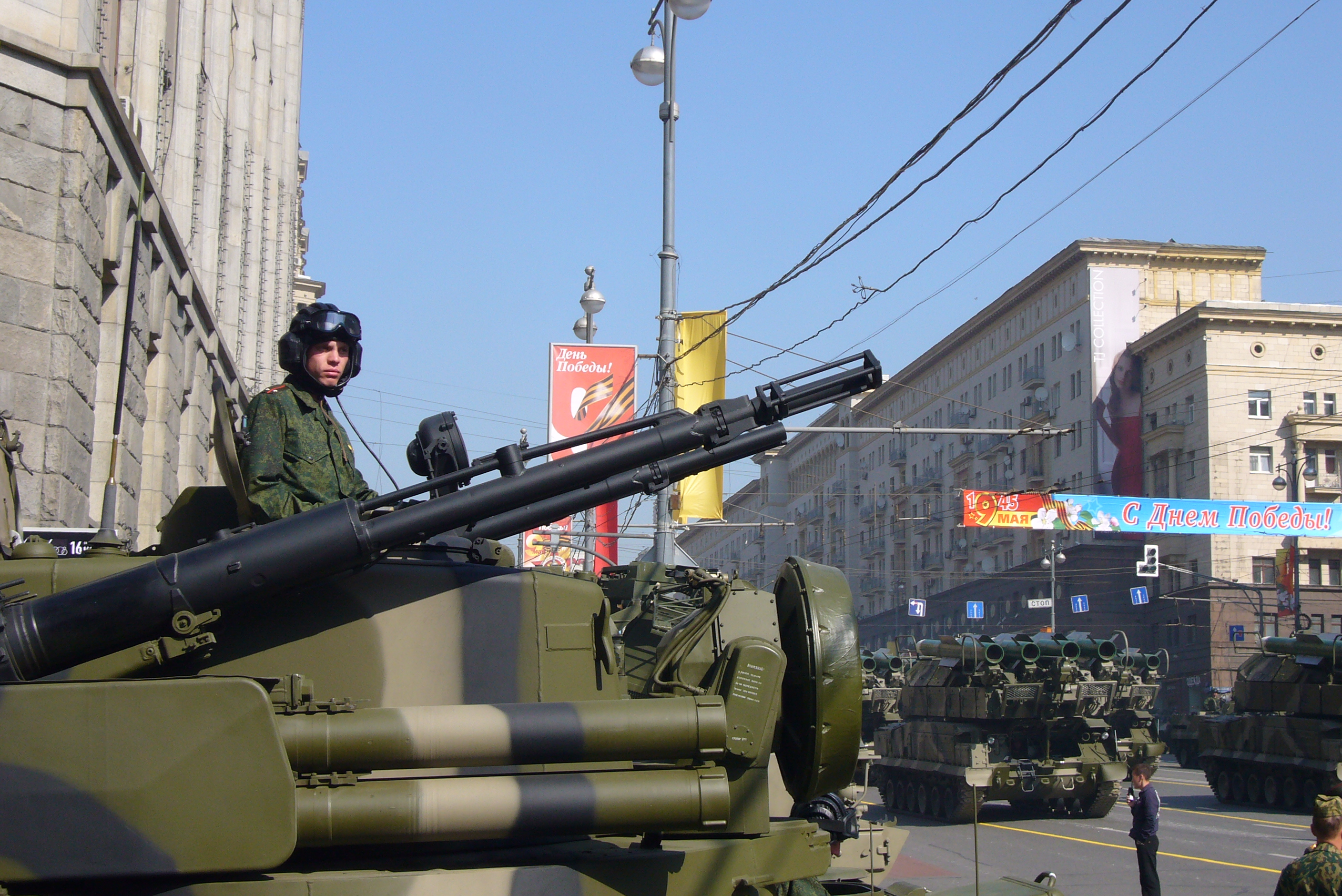
Pháo tự động 2A38M 30 mm.

- 2K22 - hệ thống nguyên bản, trang bị tên lửa 9M311 (3M87), 9M311K hay 9M311-1. Một số phiên bản đầu của hệ thống "Tunguska" còn được gọi là "Treugol'nik" (tiếng Nga: Треугольник - tam giác). Hệ thống này được đặt trên xe phòng không tích hợp 2S6.
- 2K22M (1986) - hệ thống được sản xuất chính, trang bị tên lửa 9M311M (3M88). Xe phòng không tích hợp 2S6M được chế tạo dựa trên khung gầm GM-352M.
- 2K22M1 (1988) - phiên bản cải tiến với xe chiến đấu 2S6M1 trên khung gầm GM-5975, sử dụng tên lửa 9M311-M1 (tầm bắn 10 km) và cải tiến hệ thống điều khiển hỏa lực. Hệ thống này vượt qua các thử nghiệm cấp nhà nước vào tháng 4-2003 và bắt đầu trang bị cho quân đội Nga vào năm 2004.
- 2K22M với 57E6 - hệ thống nâng cấp hoàn toàn, trang bị tên lửa 57E6 mới và hệ thống radar mới, tầm phát hiện là 38 km và tầm theo dõi là 30 km. Tầm bắn của tên lửa tăng lên tới 18 km.

## Pháo
Pháo 2A38 30 mm và 2A38M mới nhất được thiết kế bởi Phòng thiết kế công cụ KBP và sản xuất tại Công ty cổ phần Tulamashzavod. Những khẩu pháo này có chế độ bắn lựa chọn với tốc độ bắn từ 3.900 đến 5.000 viên/phút (1.950 đến 2.500 phát/phút cho mỗi khẩu), và có sơ tốc đầu nòng là 960 m/s. Các loạt xạ kích thường bắn ra từ 83 đến 250 viên tùy thuộc vào loại mục tiêu, với tầm bắn từ 0,2 đến 4 km và độ cao là 4 km. Đạn phá giáp (HE-T) và đạn phá mảnh (HE-I) được sử dụng và được trang bị với một ngòi chạm nổ và định thời gian A-670, trong đó bao gồm một cơ chế tự hủy và ngòi nổ lặp lại. Các khẩu pháo này có thể được nâng lên và hạ xuống góc +87 đến -10 độ và như vậy có thể được sử dụng để tấn công mục tiêu mặt đất cũng như mục tiêu trên không. 2K22 có thể xạ kích bằng pháo của mình trong 2 chế độ vận hành chính là radar và quang học. Trong chế độ radar việc theo dõi và bám mục tiêu là hoàn toàn tự động, các khẩu pháo ngắm bắn sử dụng dữ liệu từ radar. Trong chế độ quang học, xạ thủ theo dõi và bám mục tiêu thông qua kính ngắm ổn định 1A29, với dữ liệu tầm bắn do radar cung cấp. 9K22 có xác suất tiêu diệt mục tiêu là 0,8 với pháo trang bị cho hệ thống.

## Tên lửa

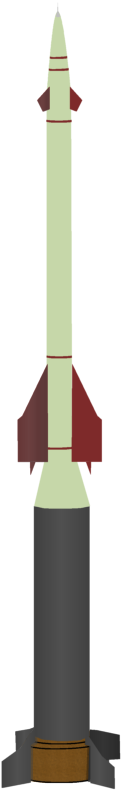
Minh họa của 9M311

Hệ thống Tunguska nguyên bản sử dụng cùng dòng tên lửa 9M311 (NATO: SA-19/SA-N-11) được trang bị cho hệ thống vũ khí tầm gần (Kashtan ) của hải quân, có thể tấn công mục tiêu từ cách xa 2,4 đến 8 km và trên độ cao 3.5 km,. Hệ thống Tunguska-M1 sử dụng tên lửa cải tiến 9M311-M1 có tầm bắn lên tới 10 km. Tên lửa có 2 tầng, tầng đầu là một động cơ đẩy có 4 cánh gấp, động cơ này làm tên lửa tăng tốc lên tới 900 m/s. Tầng thứ hai gồm động cơ với 4 cánh cố định, và 4 cánh điều khiển mặt để lái tên lửa. Toàn bộ tên lửa có chiều dài khoảng 2,56 m và trọng lượng là 57 kg.
Quá trình dẫn hướng cho tên lửa được thực hiện bởi xạ thủ. Xạ thủ sẽ sử dụng kính ngắm phóng đại 1A29 của Tunguska với trường thị lực là 8 độ để bám theo mục tiêu và tên lửa có sử dụng một pháo sáng hoặc đèn phát xung để được tự động theo dõi bởi các thiết bị quang học trên xe. Độ lệch của tên lửa so với mục tiêu theo dõi được sử dụng để tính toán các lệnh dẫn hướng cho tên lửa. Radar theo dõi được sử dụng để gửi các lệnh vô tuyến đến tên lửa, tạo thành hệ thống bán tự động (lệnh - vô tuyến) với tầm nhìn thẳng quang học (SACLOS) cho Tunguska. Xạ thủ xử lý bước đầu các thông tin về mục tiêu bằng hệ thống radar tìm kiếm. Khi tên lửa được lái vào bán kính 5 m tính từ mục tiêu, một đầu nổ vô tuyến (9M311-M1) hoặc laser sẽ được kích hoạt. Đầu nổ nặng khoảng 9 kg, và là một hệ thống nẹp gắn kết liên tục (continuous-rod), bao gồm các thanh dài 600 mm và đường kính từ 6 đến 9 mm với mặt cắt ngang hình cánh hoa. Khi phát nổ, phần cắt ngang làm cho các thanh kim loại sẽ bị phá vỡ thành những mảnh có trọng lượng từ 2 đến 3 g. Các que tạo thành một vòng đai các mảnh vỡ khoảng 5 m từ tâm nổ. Bên ngoài các thanh này là một lớp phân mảnh khối thép nặng 2-3 g. 9K22 có xác suất tiêu diệt mục tiêu là 0,6 với tên lửa (9M311).

### Biến thể tên lửa
- 9M311 - Tên lửa gốc, ngòi nổ cận đích laser.
  - 9M311K (3M87) - Phiên bản hải quân của 9M311 sử dụng cho hệ thống Kashtan.
- 9M311-1 - Phiên bản xuất khẩu.
- 9M311M (3M88) - Phiên bản cải tiến.
- 9M311-1M - Sử dụng cho Tunguska-M1 với ngòi nổ cận đích vô tuyến nhằm nâng cao khả năng chống lại tên lửa hành trình. Đèn báo hiệu bị theo dõi thay thế pháo sáng cố định tốt hơn với nhiệm vụ ECCM. Tầm bắn tăng lên 10 km.

## Quốc gia sử dụng và lịch sử chiến đấu
Các biến thể của hệ thống 9K22 vẫn đang tiếp tục hoạt động trong lực lượng vũ trang Nga kể từ khi được giới thiệu lần đầu vào năm 1984. 9K22 cũng được xuất khẩu cho một số quốc gia, đặc biệt là Ấn Độ. 9K22 đã được sử dụng trong Chiến tranh Nam Ossetia 2008 trong quân đội Nga.
- Belarus
- Ấn Độ - 66 - 92 chiếc 2K22M/M1 đặt mua vào năm 1996 (24-50 2K22M), 2001 (14 2K22M) và 2005 (28 2K22M1)[15][16]
- Maroc - 12 chiếc 2K22M1 đặt mua vào năm 2005[16]
- Nga - 256 2K22M/M1[6]
- Iran - 600
- Syria
- Yemen
- Myanmar
- Ukraina - Không rõ số lượng[17][18]
- Peru - 35 chiếc đặt mua vào năm 1995 (do Liên Xô chuyển giao).[8][19][20]"/>[8]*
- Việt Nam Trang bị cho hệ thống phòng thủ tầm gần Palma-SU trên các tàu hộ vệ Gepard 3.9.

## Các hệ thống có tính năng tương đương
- Flugabwehrkanonenpanzer Gepard
- Type 95 SPAAA
- M6 Linebacker
- Pantsir-S1
- Pháo phòng không tự hành Type 87
- PZA Loara
- ZSU-57-2
- ZSU-37
- ZSU-23-4 Shilka